# Fleiergosse
Die Fleiergosse ist ein knapp drei Kilometer langer Bach in Ostbevern. Sie ist Zufluss zum Langfortsbach, der über den Breddewiesenbach in die Bever entwässert. 

## Geographie
Die Fleiergosse entspringt im Riehenhaar. Sie verläuft zunächst als Graben am Gevener Damm, um dann das Biotop am Hof Eggenhaus zu füllen. Danach mündet sie in den Langfortsbach.

## Landschaftsplan Ostbevern
Am 28. März 2012 eröffnete Olaf Gericke den Landschaftsplan Ostbevern, der den Schutz, die Pflege und die Entwicklung von Natur und Landschaft sowie die Erhaltung und die Entwicklung der Fauna und Flora im Biotopverbundsystem zum Ziel hat. Unter anderem behandelt der Landschaftsplan auch die Fleiergosse.